# Methylhexanamine
 Methylhexanamine (tên thương mại là Forthane, Geranamine) hoặc methylhexamine, thường được gọi là 1,3-dimethylamylamine (1,3-DMAA) hoặc đơn giản là dimethylamylamin (DMAA), là một thuốc gây giao cảm gián tiếp do Eli Lilly và Công ty phát minh và phát triển từ năm 1944 cho đến khi nó tự nguyện rút khỏi thị trường vào năm 1983. 
Kể từ năm 2006, methylhexanamine đã được bán rộng rãi dưới nhiều tên như là một chất kích thích hoặc bổ sung chế độ ăn uống bổ sung năng lượng. Nó bị cấm bởi nhiều cơ quan chức năng thể thao và các cơ quan chính phủ.

## Lịch sử
Vào tháng 4 năm 1944, Eli Lilly và Công ty đã giới thiệu methylhexanamin dưới nhãn hiệu Forthane là chất giảm nghẹt mũi dạng hít; Lilly tự nguyện rút methylhexanamine khỏi thị trường năm 1983. Hợp chất này là một amin béo; ngành dược phẩm đã có mối quan tâm mạnh mẽ đến các hợp chất trong lớp này như thuốc giảm nghẹt mũi vào đầu thế kỷ 20, dẫn đến methylhexanamine và bốn hợp chất tương tự khác được đưa ra thị trường để sử dụng: tuaminoheptane, octin, oenethyl, và propylhexedrine; octin và oenethyl cuối cùng đã được phê chuẩn để sử dụng trong việc giữ huyết áp đủ cao cho các bệnh nhân được gây tê.